# Richard F. Abel
Richard F. Abel (Akron, 1933) é um militar norte-americano, brigadeiro-general aposentado da Força Aérea dos Estados Unidos.

## Biografia
Abel nasceu em Akron, Ohio, em 1933. Ele se formou na Saint Ignatius High School em Cleveland, Ohio, em 1951. Em 1956, Abel se formou na University of Detroit Mercy e mais tarde frequentou a Universidade de Boston.
Abel atuou como vice-presidente do Conselho Nacional de Diretores da Fellowship of Christian Athletes e é membro da Ordem dos Daedalians.

## Carreira militar

### Início
Abel recebeu sua comissão em 1956. No ano seguinte, obteve suas asas de piloto na Base Aérea de Laredo e foi designado para a Base Aérea Lackland. Enquanto estava lá, ele serviu como oficial de treinamento, instrutor acadêmico e ajudante de campo de Robert M. Stillman. Em 1962, ele completou o Squadron Officer School e foi designado para a Base Aérea de Williams.

### Força Aérea dos Estados Unidos
De 1963 a 1968, Abel esteve estacionado na Academia da Força Aérea dos Estados Unidos. Ele ocupou vários cargos em relações públicas e comunicações. Durante esse tempo, ele também foi assistente técnico do time de futebol americano do Air Force Falcons.
Em 1968, Abel foi designado para a Seventh Air Force, liderando a divisão de notícias de combate durante a Guerra do Vietnã. No ano seguinte, tornou-se oficial de relações públicas do comandante chefe do Comando do Pacífico dos Estados Unidos. Em 1972, ele retornou à Academia da Força Aérea para servir como diretor do Admissions Liaisons Office.

### Operação Homecoming
Abel foi enviado para ajudar na Operação Homecoming em 1973. Ele serviu como oficial de relações públicas escoltando prisioneiros de volta aos Estados Unidos depois de ser libertado dos campos de prisioneiros.
De 1975 a 1978, Abel foi novamente designado para o Comando do Pacífico dos Estados Unidos, desta vez como diretor de relações públicas. Posteriormente, atuou como assistente especial do Presidente do Estado-Maior Conjunto. Em 1980, Abel tornou-se diretor de relações públicas do Gabinete do Secretário da Força Aérea dos Estados Unidos. Aposentou-se em 1985, e desde que se aposentou da Força Aérea, Abel tem sido um missionário cristão ativo.

## Medalhas
Os prêmios que recebeu durante sua carreira incluem a Medalha de Serviço Superior de Defesa, a Medalha Estrela de Bronze, a Medalha de Serviço Meritório de Defesa, a Medalha de Serviço Meritório com cacho de folha de carvalho, a Medalha de Comenda de Serviço Conjunto com cacho de folha de carvalho, e a Medalha de Comenda da Força Aérea.